# بروس فار
بروس فار (بالإنجليزية: Bruce Farr) هو مهندس نيوزيلندي، ولد في 1949 في أوكلاند في نيوزيلندا.